# Telmo Irureta
Telmo Irureta Uria (Zumaya, 8 de enero de 1989) es un actor y humorista español.

## Biografía
Con parálisis cerebral desde los dos años, es magíster en Pedagogía y empezó a estudiar Psicología, pero al de poco decidió dejarlo. Estuvo tres años en el taller de Artes Escénicas de Donostia. Es protagonista de cortometrajes, monólogos y obras de teatro.
En 2021 fue el protagonista de La consagración de la primavera de Fernando Franco García; la película se presentó en la sección oficial del Festival de Cine de Donostia 2022. En el teatro Sexberdina escribió la obra junto a Kepa Errasti. En 2023 ganó un Premio Goya en la categoría de Mejor Actor Revelación.

### Vida personal
Es sobrino de la también actriz Elena Irureta.
Salió públicamente del armario como persona homosexual tras una polémica generada en redes sociales donde se le acusaba de promover la prostitución femenina por su discurso durante la entrega de Premios Goya de 2023, donde defendió la vida sexual de las personas discapacitadas.

## Teatro
- Sexberdinak (Sexpiertos, 2023), obra que interpreta y de la que es autor (junto a Kepa Errasti)[7]
- Sabes que las flores de plástico nunca han vivido, ¿verdad? (2024), de Mireia Gabilondo.[8]

## Filmografía

### Cine
- Robarte una noche (2018), cortometraje de Fernando Vera Moreno.
- La consagración de la primavera (2022) de Fernando Franco.

### Televisión
- La que se avecina (2020), como Gorka. 1 episodio.

## Premios
Premios Goya
| Año  | Categoría              | Película                        | Resultado |
| ---- | ---------------------- | ------------------------------- | --------- |
| 2023 | Mejor actor revelación | La consagración de la primavera | Ganador   |